# Pomorié
Pomorié (Поморие en bulgare, Αγχίαλος en grec) est une ville ainsi qu'une station balnéaire du sud-est de la Bulgarie.

## Géographie
Pomorié est situé dans l'est de la Bulgarie, au bord de la mer Noire. Elle se trouve à 20 km, par la route, de Bourgas, chef-lieu de la région de même nom. La ville se situe à proximité du lac de Pomorié, le lac le plus au Nord des lacs de Bourgas.
La ville est le chef-lieu de la commune de Pomorié.
| 1946  | 1956  | 1965  | 1975   | 1985   | 1992   | 2001   | 2005   | 2011   |
| ----- | ----- | ----- | ------ | ------ | ------ | ------ | ------ | ------ |
| 4 823 | 6 015 | 9 561 | 11 938 | 13 503 | 13 946 | 13 649 | 13 544 | 13 525 |

| 2021   | 2022   | - | - | - | - | - | - | - |
| ------ | ------ | - | - | - | - | - | - | - |
| 14 033 | 12 829 | - | - | - | - | - | - | - |

,,,

## Histoire

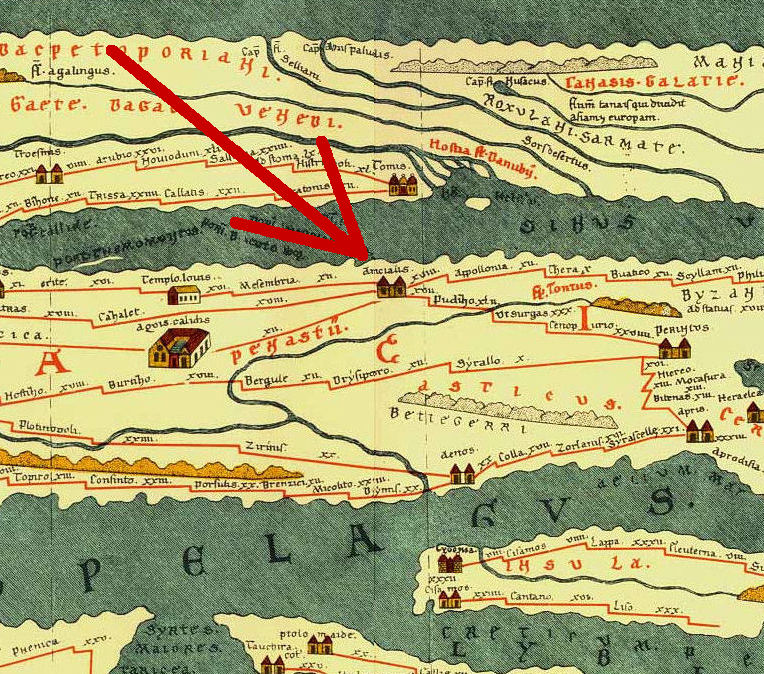
Anchialos sur la Table de Peutinger (cible rouge)

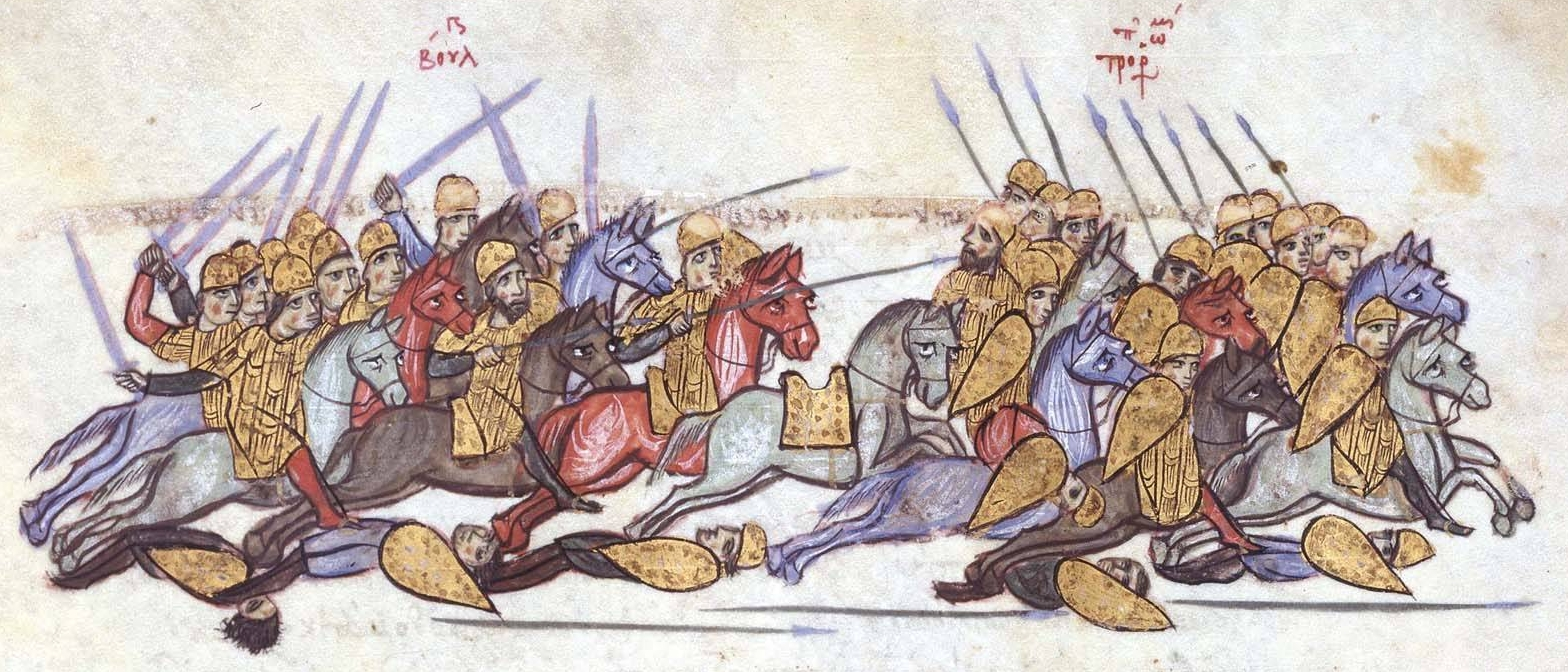
Bataille d'Anchialos (917)

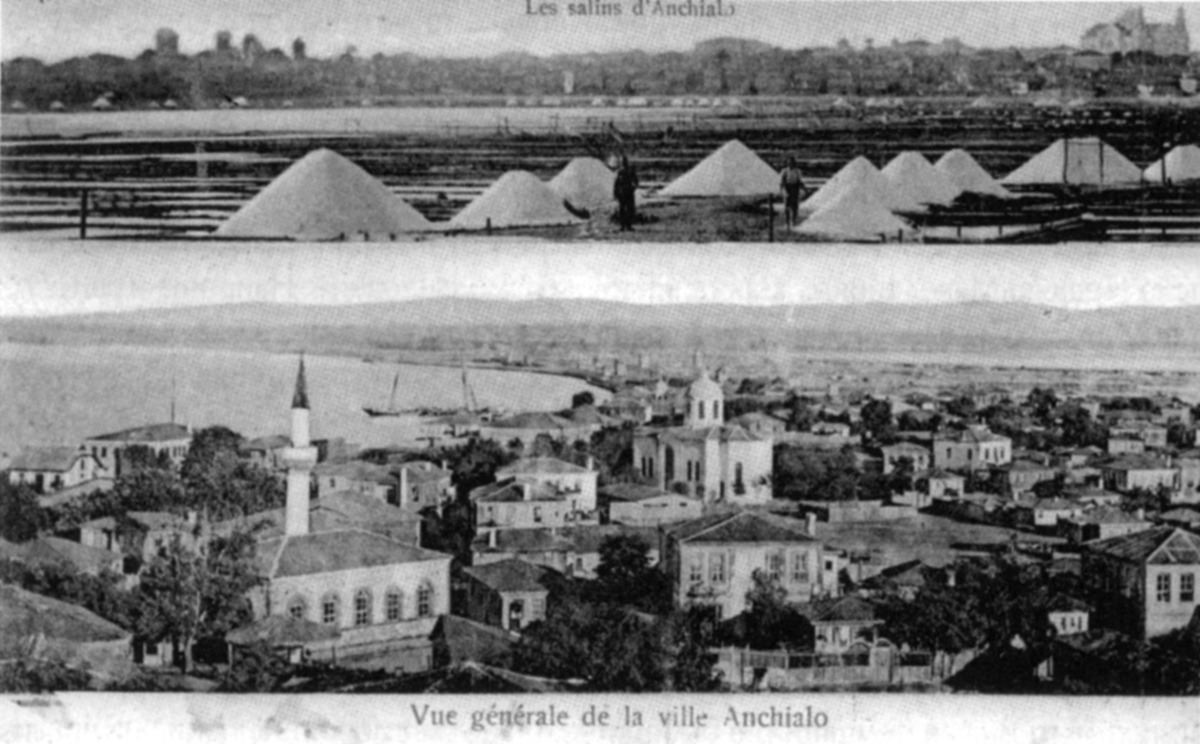
Pomorié en 1907

Pomorié correspond à l'ancienne cité d'Anchialos, colonie grecque fondée au Ve ou au IVe av. J.-C. par des habitants d'Apollonie du Pont, actuelle Sozopol.
Dans les années 260, elle est pillée par les Goths dirigés par Respa.
Maurice (empereur romain d'Orient) y passe vers 600.
En 740, la ville est détruite par une catastrophe naturelle. La régente Irène l'Athénienne (752-803) ordonne sa reconstruction.
À proximité eurent lieu au Moyen Age trois importantes « batailles d'Anchialos » entre les Bulgares et l'Empire byzantin : en 708, l'empereur Justinien II y est lourdement défait par le khan Tervel de Bulgarie ; le 30 juin 763, l'empereur Constantin V y bat le khan Teletz de Bulgarie ; le 20 août 917, le général byzantin Léon Phocas y est battu par le tsar Siméon Ier.
En 1366, la Compagnie catalane d'Amédée VI de Savoie s'en empare, pour la revendre à Byzance.
Le nom Pomorié, donné à la ville en 1934 seulement, se veut une transposition en bulgare du nom grec Anchialos, qui signifierait « près de la mer » (άγχι άλός; en bulgare po-, « près de », et more, « mer »).

## Galerie

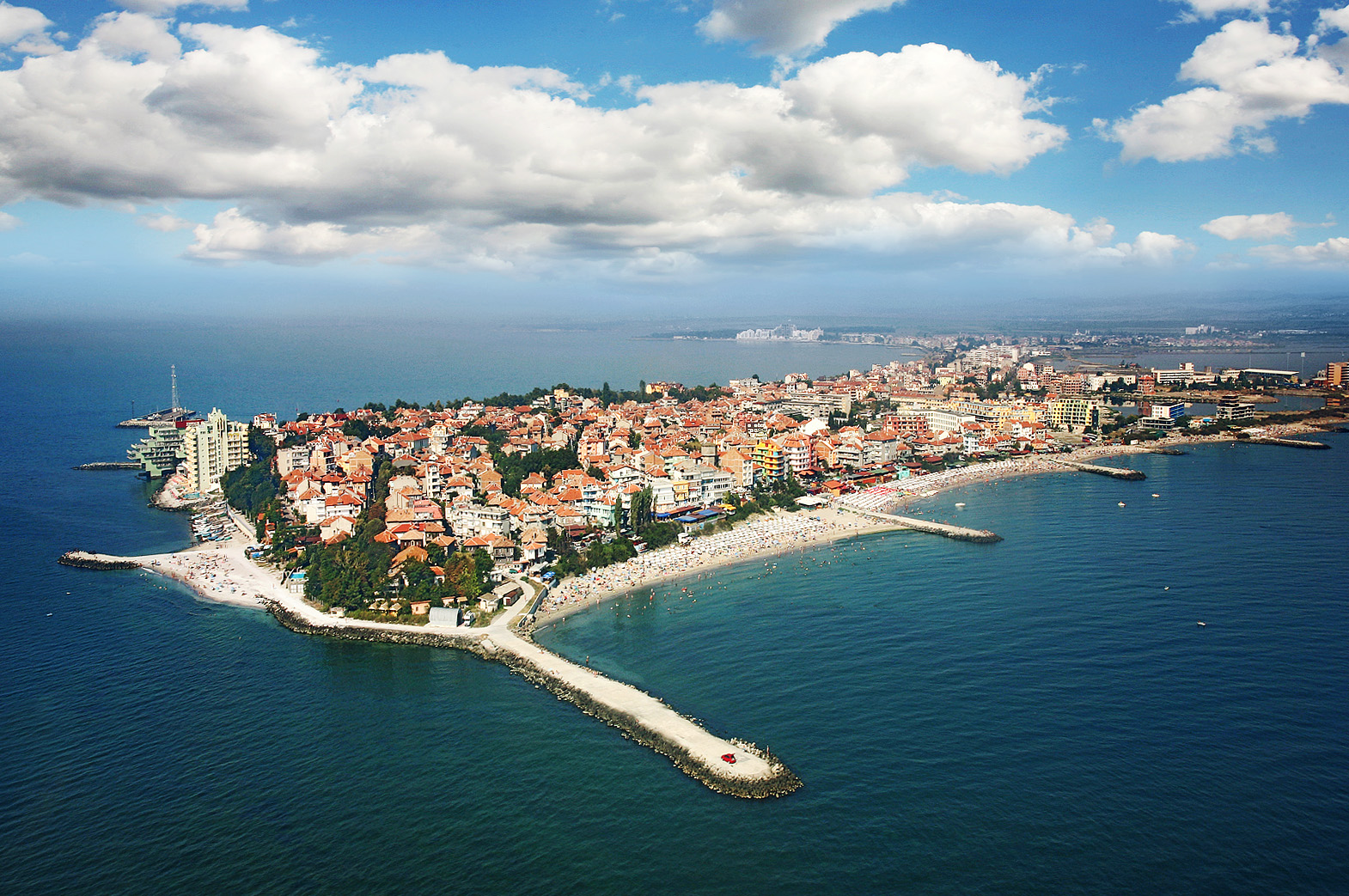
La presqu'île de Pomorié
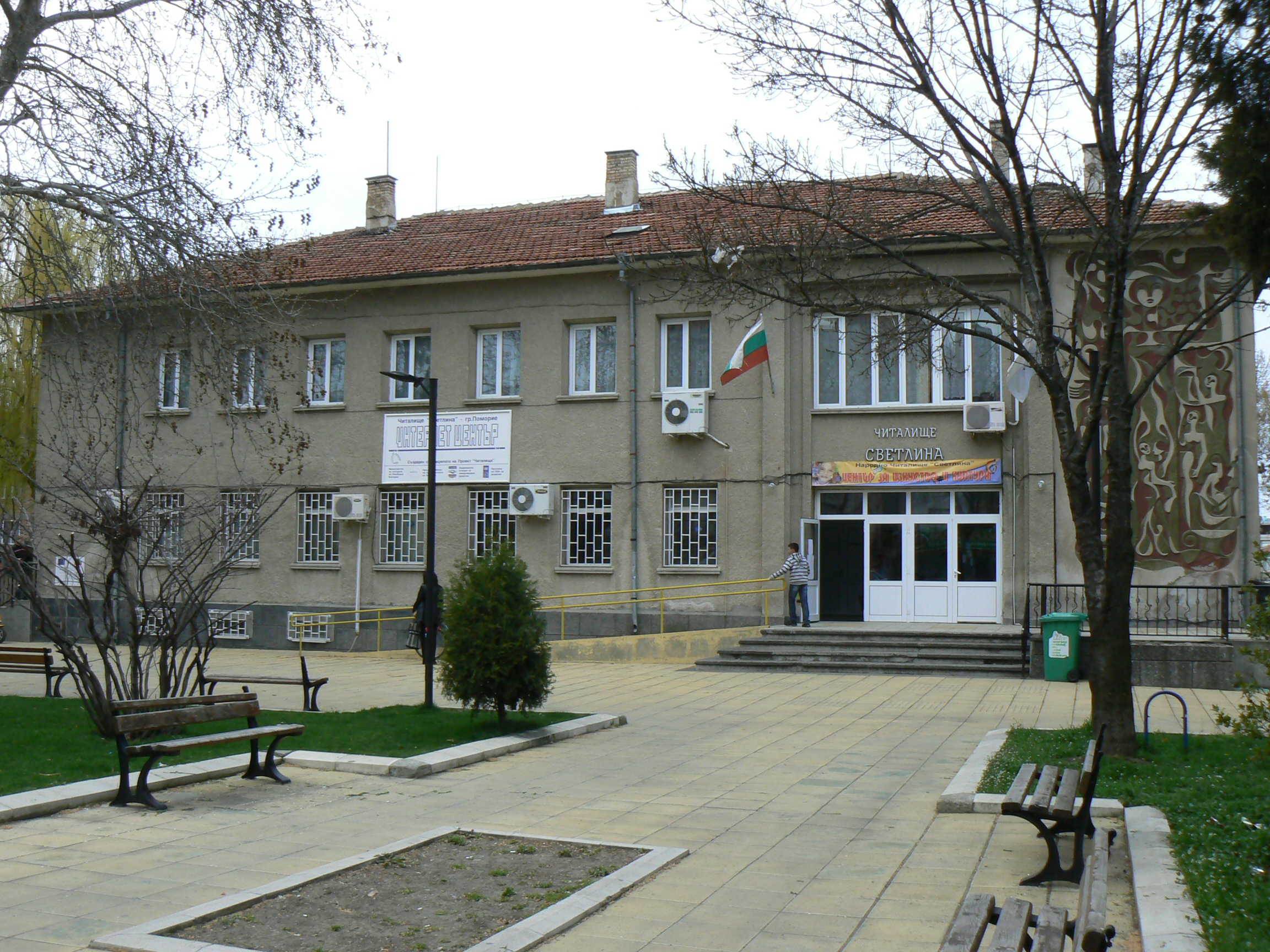
Bibliothèque municipale
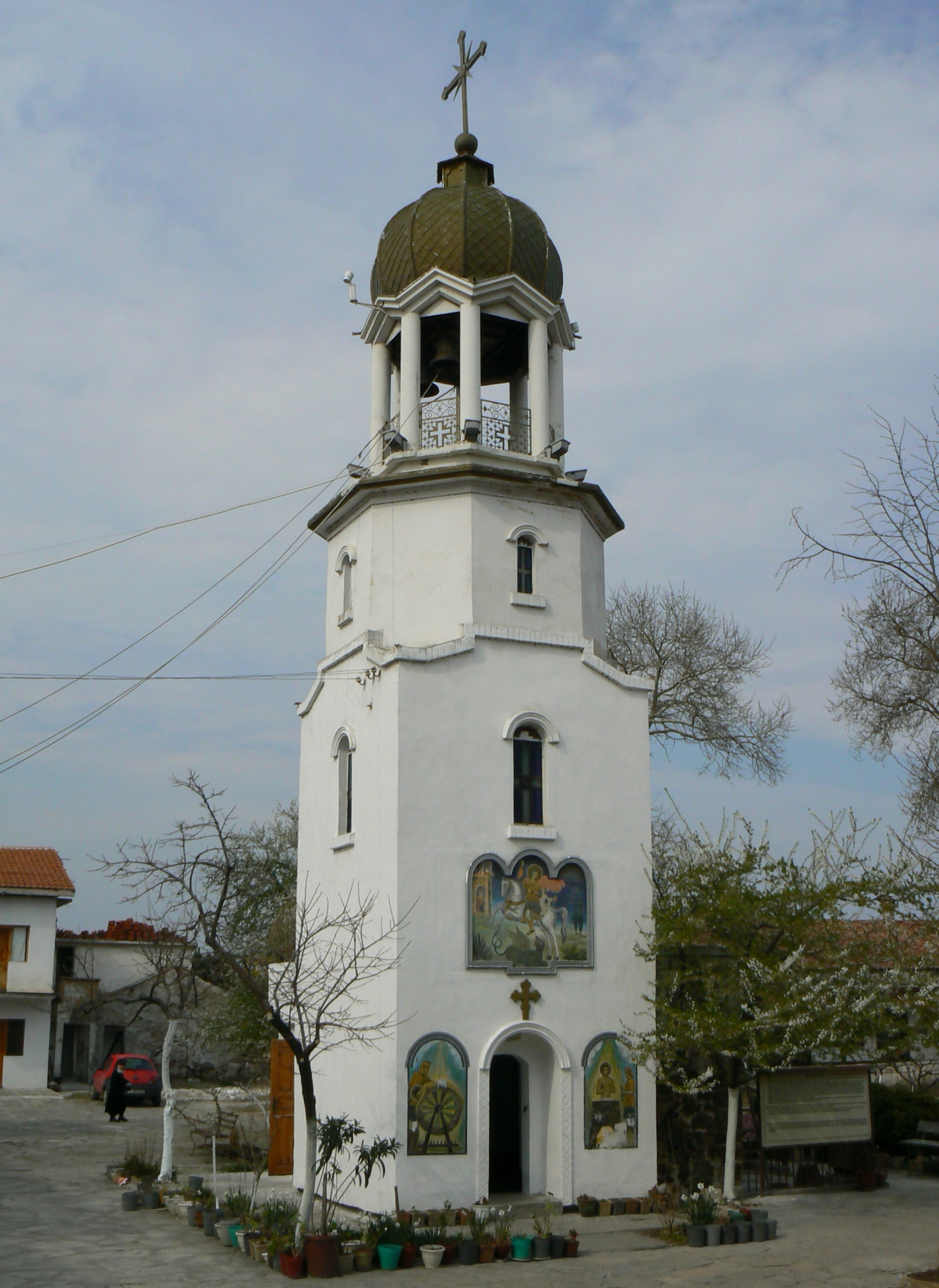
Tour de l'horloge au monastère Saint-Georges
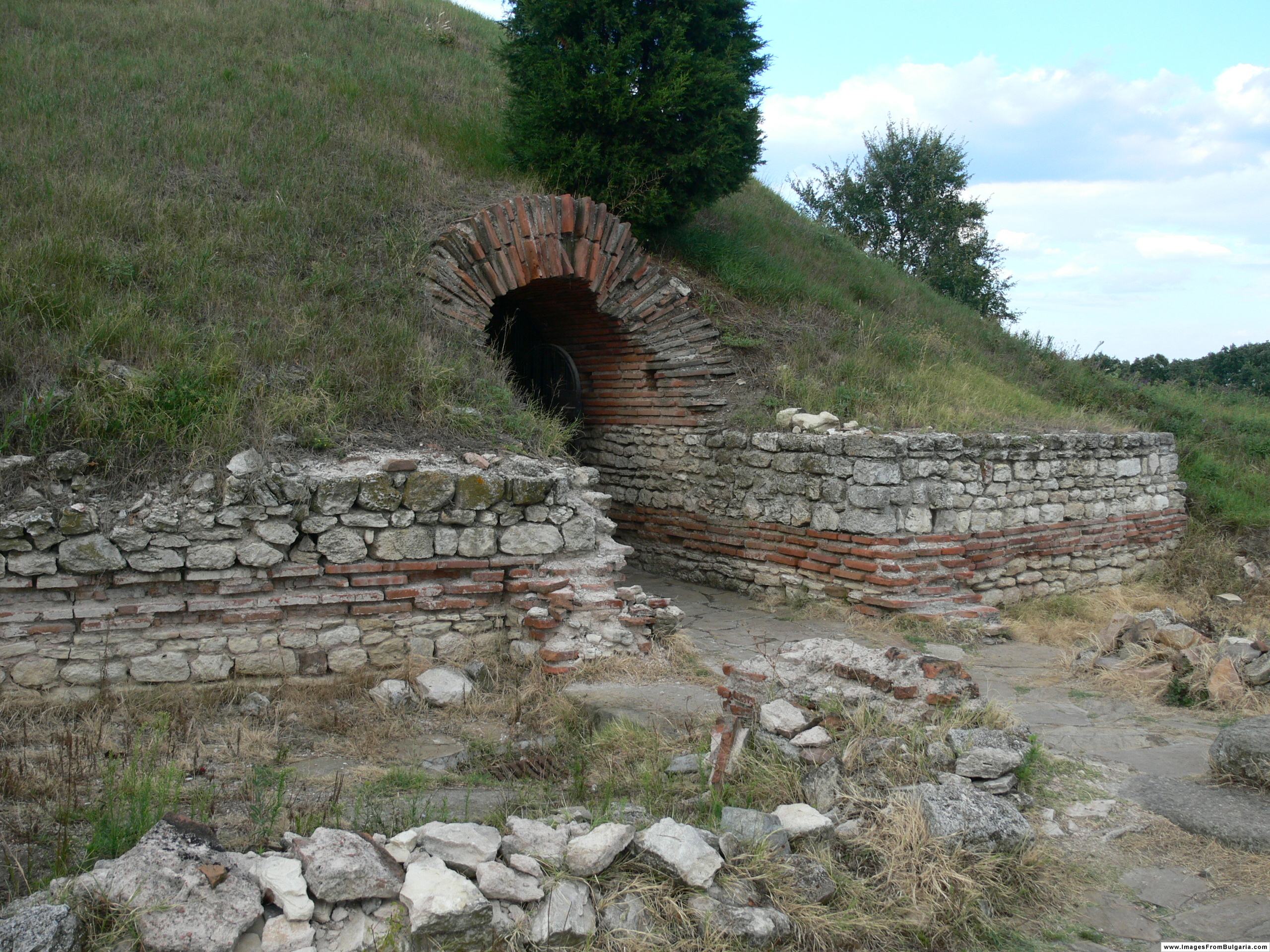
Tombe Thrace
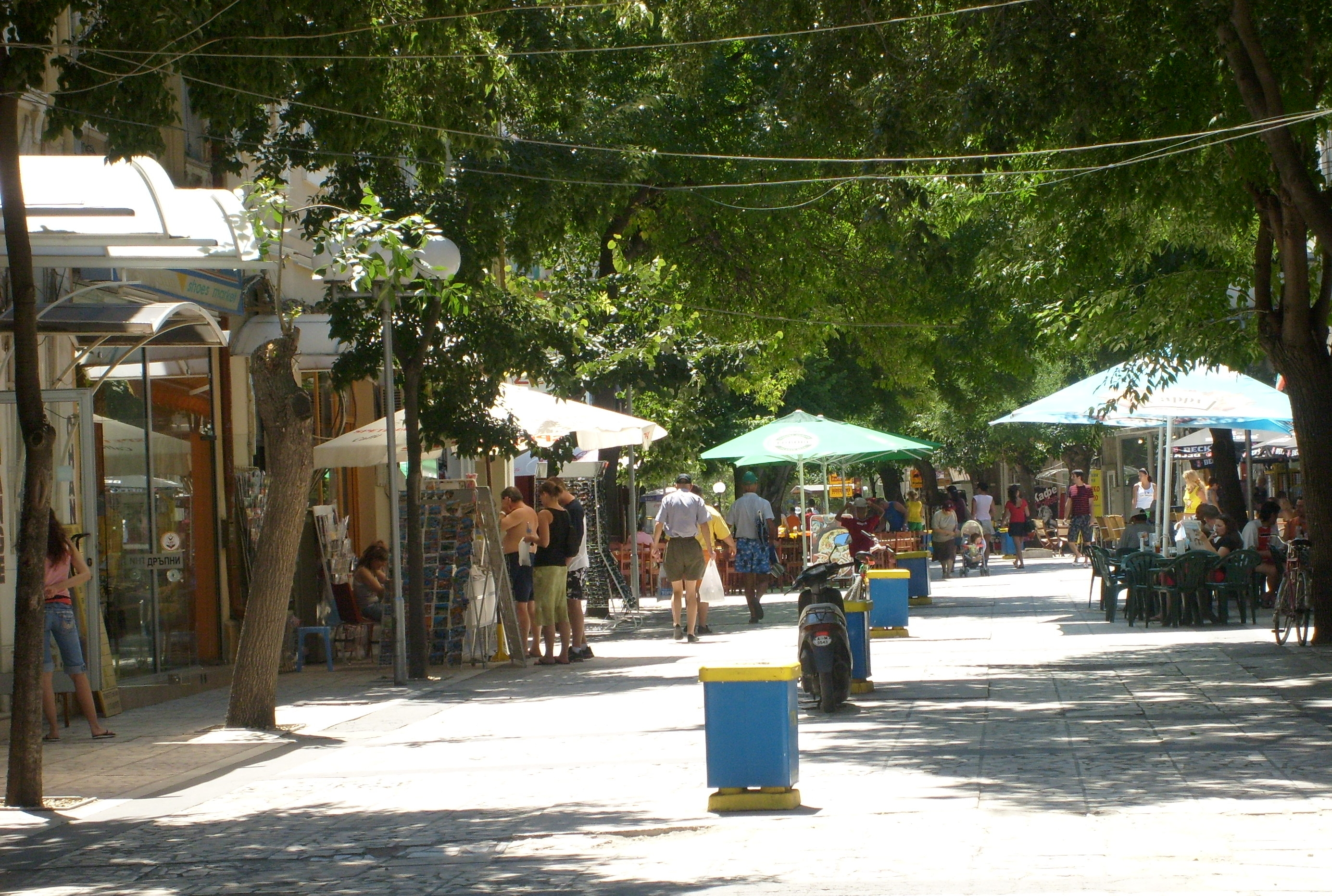
Marché à Pomorié
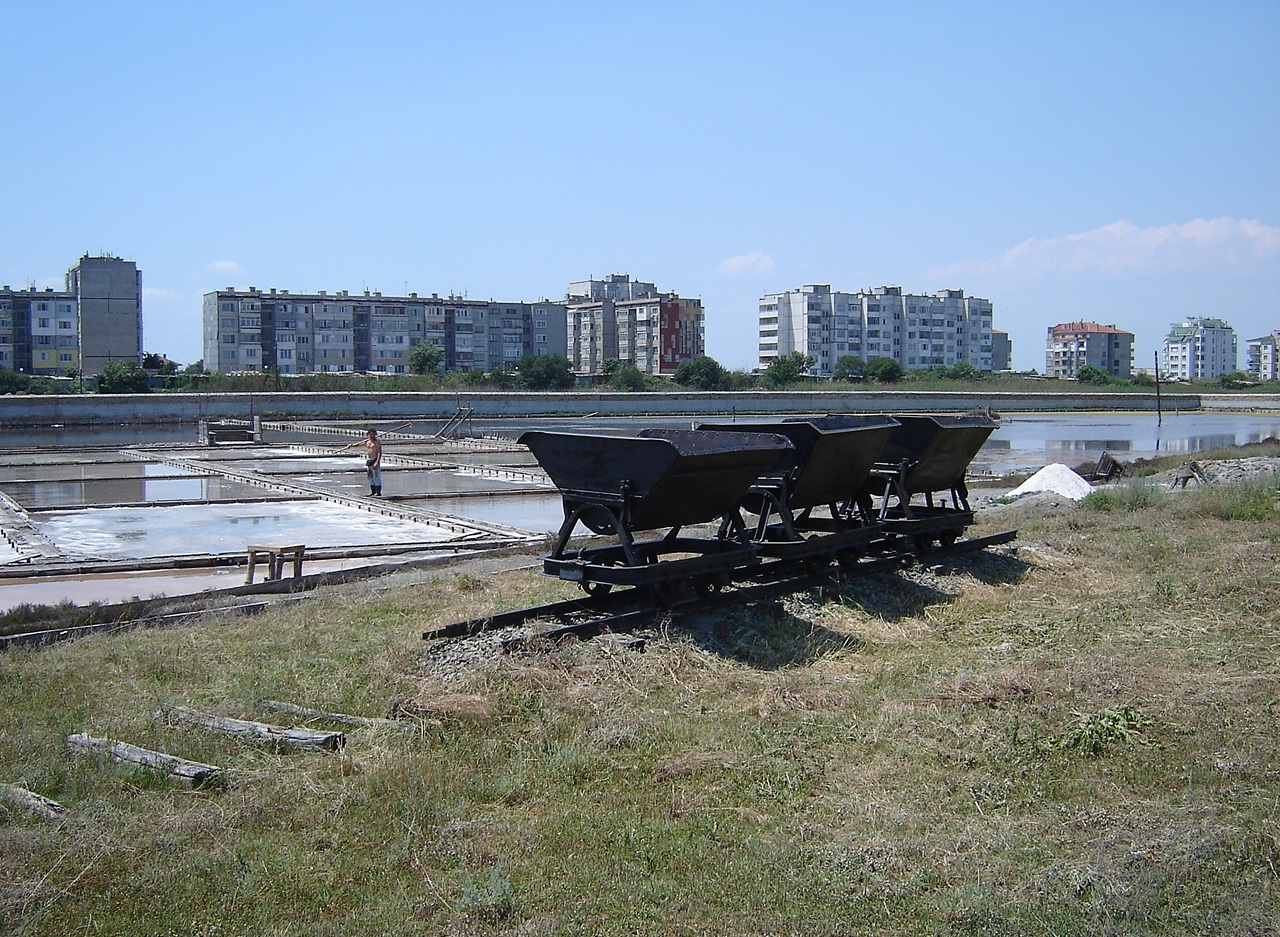
Salines à Pomorié